# 98.ª Brigada Mixta (Ejército Popular de la República)
La 98.ª Brigada Mixta fue una unidad del Ejército Popular de la República creada durante la Guerra Civil Española. A lo largo de la contienda llegó a operar en los frentes de Madrid, Guadalajara y Levante.

## Historial
La unidad fue creada el 1 de junio de 1937 en Villena en base al 279.º Batallón de la 70.ª Brigada Mixta, empleándose también a reclutas del reemplazo de 1931. Para la jefatura de la nueva brigada iba a ser designado el comandante de infantería Mariano Elipe Rabadán, si bien este no llegó a hacerse cargo de la unidad y acabaría siendo nombrado en su lugar el mayor de milicias Álvaro Gil Moral, contando con Mariano Albert Reigada como comisario. La 98.ª Brigada Mixta fue asignada a la 14.ª División.
En el mes de julio intervino en la batalla de Brunete, tomando parte en el contraataque que la 14.ª División lanzó en las últimas jornadas de la batalla y que logró llegar hasta las cercanías de Brunete. Al final de las operaciones, la 98.ª BM fue trasladada al frente de Guadalajara, donde cambio varias veces de ubicación y no llegó a tomar parte en operaciones militares de relevancia. Durante los siguientes meses hubo varios cambios en los mandos de la brigada.
El 31 de marzo de 1938 la unidad lanzó una pequeña ofensiva en la zona de Esplegares, donde ocuparon algunas posiciones enemigas y la población de Mocasilla, a costa de algunas bajas. El 28 de abril fue enviada junto a la 14.ª División al frente de Levante como refuerzo de las unidades republicanas que allí se encontraban. Llegó a Castellón de la Plana, trasladándose posteriormente a Oropesa; el 7 de mayo la brigada lanzó un ataque contra las posiciones de «La Muela» y «El Morrón», logrando ocupar esta última —tras sufrir numerosas bajas—, si bien la perdería poco después. Trasladada a La Iglesuela del Cid, hubo de abandonar de esta localidad el día 8, retirándose lentamente hacia el sur. El 16 de mayo la 98.ª BM fue retirada del frente para ser sometida a una reorganización. Poco después sería traslada nuevamente al frente de Guadalajara.
Durante los siguientes meses estuvo agregada a la 14.ª y la 12.ª divisiones. Con posterioridad la unidad abandonó la 12.ª División y pasó a quedar agregada a la 17.ª División, trasladándose al sector de Torija. En marzo de 1939, durante el golpe de Casado, la 98.ª BM apoyó a las fuerzas casadistas

## Mandos
Comandantes
- Mayor de milicias Álvaro Gil Moral;[1]
- Mayor de milicias Ángel Resa Bueno;
- Mayor de milicias Mariano Román Urquiri;
- Mayor de milicias Bernabé López Calle;
- Mayor de milicias Mariano Román Urquiri;
- Mayor de milicias Florentino Fernández Campillo;
- Mayor de milicias Antonio Pedraza Palomo;

Comisarios
- Mariano Albert Reigada, de la CNT;[5]

Jefes de Estado Mayor
- capitán de milicias Pelayo Cerdá;
- capitán de milicias Ángel Pérez Martínez;
- teniente de artillería Joaquín Osuna Carretero;
- capitán de milicias Luis Gravioto Balbós;